# Megásporo
Em botânica, chama-se macrosporo ou megásporo ao esporo feminino das espermatófitas, as plantas que produzem sementes - e corresponde à "célula-mãe" do óvulo.
O esporo masculino denomina-se micrósporo.
Esta denominação vem do facto destas plantas apresentarem alternância de gerações, entre uma fase diploide, o esporófito - que produz esporos haplóides que, por sua vez, dão origem às células sexuais, os gâmetas.
Os nomes megásporo e micrósporo derivam das diferentes dimensões relativas destes esporos, normalmente mais pequenos os masculinos.